# Arrondissement de Basse-Terre
L'arrondissement de Basse-Terre est une division administrative française, située dans le département de la Guadeloupe et la région Guadeloupe.

## Composition

### Composition avant 2015
- Canton de Baie-Mahault, limité à une commune :
  - Baie-Mahault
- Canton de Basse-Terre-1, limité à une commune :
  - Partie de Basse-Terre
- Canton de Basse-Terre-2, limité à une commune :
  - Partie de Basse-Terre
- Canton de Bouillante, limité à une commune :
  - Bouillante
- Canton de Capesterre-Belle-Eau-1, limité à une commune :
  - Partie de Capesterre-Belle-Eau
- Canton de Capesterre-Belle-Eau-2, limité à une commune :
  - Partie de Capesterre-Belle-Eau
- Canton de Gourbeyre, limité à une commune :
  - Gourbeyre
- Canton de Goyave, qui groupe 2 communes :
  - Goyave
  - Partie de Petit-Bourg
- Canton de Petit-Bourg, limité à une commune :
  - Partie de Petit-Bourg
- Canton de Lamentin, limité à une commune :
  - Lamentin
- Canton de Pointe-Noire, limité à une commune :
  - Pointe-Noire
- Canton de Saint-Claude, limité à une commune :
  - Saint-Claude
- Canton de Sainte-Rose-1, limité à une commune :
  - Partie de Sainte-Rose
- Canton de Sainte-Rose-2, qui groupe 2 communes :
  - Partie de Sainte-Rose
  - Deshaies
- Canton des Saintes, qui groupe 2 communes :
  - Terre-de-Bas
  - Terre-de-Haut
- Canton de Trois-Rivières, qui groupe 2 communes :
  - Trois-Rivières
  - Vieux-Fort
- Canton de Vieux-Habitants, qui groupe 2 communes :
  - Vieux-Habitants
  - Baillif

### Découpage communal depuis 2015
Depuis 2015, le nombre de communes des arrondissements varie chaque année soit du fait du redécoupage cantonal de 2014 qui a conduit à l'ajustement de périmètres de certains arrondissements, soit à la suite de la création de communes nouvelles. Le nombre de communes de l'arrondissement de Basse-Terre reste quant à lui inchangé depuis 2015 et égal à 18.
Au 1er janvier 2024, l'arrondissement groupe les 18 communes suivantes :
1. Baie-Mahault
2. Baillif
3. Basse-Terre
4. Bouillante
5. Capesterre-Belle-Eau
6. Deshaies
7. Gourbeyre
8. Goyave
9. Lamentin
10. Petit-Bourg
11. Pointe-Noire
12. Saint-Claude
13. Sainte-Rose
14. Terre-de-Bas
15. Terre-de-Haut
16. Trois-Rivières
17. Vieux-Fort
18. Vieux-Habitants

## Démographie
En 2022, l'arrondissement comptait 183 522 habitants.
| 1968    | 1975    | 1982    | 1990    | 1999    | 2006    | 2011    | 2016    | 2021    |
| ------- | ------- | ------- | ------- | ------- | ------- | ------- | ------- | ------- |
| 137 366 | 138 290 | 138 242 | 152 978 | 175 691 | 189 529 | 192 492 | 189 210 | 185 012 |

| 2022    | - | - | - | - | - | - | - | - |
| ------- | - | - | - | - | - | - | - | - |
| 183 522 | - | - | - | - | - | - | - | - |

## Administration
L'arrondissement est administré par le secrétaire général de la préfecture.
| Période | Période | Identité               | Fonction précédente | Observation |
| ------- | ------- | ---------------------- | ------------------- | ----------- |
|         |         |                        |                     |             |
|         | 2017    | Jean-François Colombet |                     |             |
| 2017    |         | Virginie Klès          |                     |             |